# البدرون (فلم)
البدرون (ويعني بيتٌ تحت الأرض للسكنى أو التخرين) فيلم دراما وتشويق وإثارة مصري للمخرج عاطف الطيب عام 1987  كتب القصة والسيناريو والحوار عبد الحي أديب. الفيلم من بطولة سهير رمزي، ليلى علوي، ممدوح عبدالعليم، سناء جميل، جلال الشرقاوي وأحمد بدير. تدور الأحداث حول أرملة فقيرة تسعى لرعاية أبنائها: يوسف ورقية وعائشة. تتطلع رقية للثراء، وتستسلم للثري صاحب العمارة، وعندما تنهار إحدى عمارات شركته للإسكان ويتم القبض عليه. تكشف زوجته الحقيقة لأهل رقية، ويصمم يوسف على قتله ولكن أمه تنفذ الجريمة بدلاً عنه.
صدر الفيلم إلى دور العرض المصرية في 28 مايو 1987. الموافق لعيد الفطر 1407 هـ.
منح موقع قاعدة بيانات الأفلام على الإنترنت (IMDB) الفيلم درجة 6/ 10.
منح موقع قاعدة بيانات الأفلام العربية «السينما.كوم» الفيلم درجة 6.4/ 10.

## طاقم التمثيل
سهير رمزي: في دور رقية محمود (ابنة بواب العمارة)
ليلى علوي: في دور عائشة محمود (ابنة بواب العمارة)
ممدوح عبد العليم: في دور يوسف محمود (ابن بواب العمارة)
سناء جميل: في دور أم الخير (زوجة بواب العمارة)
جلال الشرقاوي: في دور دندراوي
أحمد بدير: في دور فتوح (التومرجي)
حسن حسني: في دور الشيخ قيسون
أحمد عبد العزيز: في دور مصطفى الدندراوي
محمود العراقي: في دور محمود (بواب العمارة)
فؤاد خليل: في دور الطبيب
علا رامي: في دور نجوى (زميلة عائشة في الجامعة)
نعيمة الصغير: في دور فكيهة (زوجة الدندراوي)
عزيزة راشد: في دور عطيات
زياد مكوك: في دور سعدون
بالاشتراك مع: عواطف رمضان - علية الصياد - أحمد أبو عبية - مها رشدي.

## أحداث الفيلم
يموت محمود (محمود العراقي) بواب عمارة الدندراوي (جلال الشرقاوي) ويترك بناته: رقية (سهير رمزي) وعائشة (ليلى علوي) وابنه يوسف (ممدوح عبد العليم) في رعاية زوجته أم الخير (سناء جميل). يشب الأبناء وتفشل رقية في التعليم وتعيش في خدمة سكان العمارة ويطمع التومرجي فتوح (أحمد بدير) الزواج منها ولكنها تصر على أن زواج الفقراء من بعضهم البعض لا يؤدي إلا إلى المشاكل. تواصل عائشة تعليمها الجامعي وتتعرض لملاحقة مصطفى (أحمد عبد العزيز) ابن الدندراوي الذي يبثها حبه دون جدوى، حيث تعرف عائشة تمام المعرفة الفارق الشاسع بينهما، بينما يعمل شقيقهم يوسف، المصاب بشلل الأطفال وعجز في ساقه، في خدمة الشيخ قيسون (حسن حسني) المنشد ذائع الصيت. يظهر الحاج دندراوي إعجابه برقية بينما تلاحظها زوجته فكيهة (نعيمة الصغير) وتزجرها وتتوعدها. تشعر عائشة بفارق حياتها عن باقي زميلاتها في الجامعة مثل نجوى (علا رامي) التي تهتم بمظهرها بينما تهتم عائشة باستعارة الكتب من زميلاتها. يوقع سعدون (زياد مكوك) عقد للعمل خارج البلاد مع الشيخ قيسون الذي لا يصطحب يوسف معه ويتركه بلا عمل لأول مرة منذ 20 سنة. يحاول الدندراوي إقامة علاقة مع رقية ودعوتها إلى العيش في شقة مفروشة معه، وترفض، بينما يعاني من فكيهة  واصرارها على معاشرته بينما يتحجج بوجود نفر من الجن يمنع معاشرتها. يوظف الدندراوي رقية بشركته بينما يستمر مصطفى في محاولاته لكسب ود عائشة. تشترط رقية الزواج من الدندراوي للاستجابة لرغباته، بينما يرفض هو بحجة أن كل ما يملك هو من أملاك زوجته فكيهة. يعمل يوسف «سايس» ويشاهد شقيقته رقية تستقل سيارة فارهة ويسارع خلفها ويمنعها من الاستمرار في العمل بشركة الدندراوي والاكتفاء بالزواج من فتوح. يطلب مصطفى من والده الزواج من عائشة ويرفض الدندراوي خوفا من زوجته المتسلطة. تدعي عائشة لزميلاتها أنها تقيم في نفس العمارة ولكن في شقة مدام عطيات (عزيزة راشد) حيث تقيم حفلة عيد ميلادها. يقوم يوسف بقراءة فاتحة رقية على التومرجي فتوح، وفي الليل تلوذ بالفرار من منزل أسرتها في البدرون لتقيم مع الدندراوي في شقته المفروشة. تكتشف زميلات عائشة خدعتها، وتصطحب نجوى والدة عائشة «الست أم الخير» لتعرضها على باقي الزملاء. تقود رقية سيارة الدندراوي المرسيدس وتدعو والدتها للعيش معها ولكن أم الخير ترفض العيش في الحرام. تنهار عمارة من مباني قامت شركة الدندراوي ببنائها ويضطر الدندراوي للهرب بعد صدور أمر بالقبض عليه ولكن الشرطة تسبقه وتلقي القبض عليه. تهاجم فكيهة شقة رقية وتعتدي عليها بعد معرفة أنها حامل من زوجها الدندراوي، وتتكشف الحقائق كلها أمام يوسف الذي يسارع للإنتقام بقتل الدندراوي أثناء اطلاق سراحه ولكن أم الخير، في محاولة لإنقاذ نجلها مصطفى، تقوم باطلاق الرصاص على الدندراوي وهي توصي يوسف بشقيقاته البنات خيراً.  

## وصلات خارجية
- مقالات تستعمل روابط فنية بلا صلة مع ويكي بيانات
- البدرون على موقع الدهليز